# Улица Зиновьева (Апатиты)
Улица Зиновьева — одна из улиц Апатитов. Названа в честь советского геолога, организатора геологоразведочных работ на Кольском полуострове Анатолия Георгиевича Зиновьева.

## История
Улица Зиновьева была создана в 1970 году и названа в честь Анатолия Георгиевича Зиновьева — советского геолога, организатора геологоразведочных работ на Кольском полуострове.
Первые здания улицы Зиновьева были построены в конце 60-х годов. Дорога улицы создавалась как проезд между Академгородком и улицей Козлова.

## Расположение улицы
Расположена улица в западной части города, проходя с юга на север.
Начинается улица от перекрёстка с улицей Ферсмана. Далее идёт на север до дороги улицы Козлова, где и заканчивается.

## Пересекает улицы
- ул. Козлова
- ул. Ферсмана

## Здания
- № 4а — Редакция газеты «Дважды Два».
- № 5 — Кольский Медицинский Колледж.
- № 8 — Городская библиотека № 2
- № 13а — Отделение реабилитации детей инвалидов.
- № 14а — Турфирма ООО «МАК Групп».
- № 17 — Отделение Почты России.
- № 18 — Спортивно-оздоровительный Комплекс «Наука».
- № 24 — ТехноЦентр.

## Транспорт
По улице ходит автобусный маршрут № 8.